# أتسشي إيماروؤكا
أتسشي إيماروؤكا (伊丸岡篤 إيماروؤكا أتسشي) هو مؤدي أصوات ياباني ولد في 23 مايو 1972 في غونما.

## أدواره في الأنمي

### مسلسلات أنمي تلفزيونية
- الفرسان والسحر - دافيد هيبكين
- باكانو! - دالاس جينوارد
- دورارارا!! - إيزومي
- دورارارا!! ×2 المنتصف - ران إيزومي
- تصادم شين مازنجر! الجزء Z - المفتش أنكوكوجي
- بازيليسك: لفائف نينجا كوغا - جيموشي جوبيه
- أسطورة الأبطال الأسطوريين - كراو كروم
- عروس سيتو - بوريو، والد ناغاسومي ميتشيشيو
- ناروتو شيبودن - فودو
- فتى الرمال - هارو أونامي
- سكال مان - DJ
- سنغوكو باسارا - ناوي كانيتسوغو
- سنغوكو باسارا تو - ناوي كانيتسوغو
- دار الأوراق الخمس - دينشيتشي
- فايري تايل - كوبرا، ميتاليكانا
- أميرة القناديل - والد تسوكيمي كوراشيتا
- الرمية الكبرى - كيسكي يامانوي
- الرمية الكبرى: بطولة الصيف - كيسكي يامانوي
- مغامرة جوجو الغريبة - رودول فون شتروهايم
- ناباري نو أو - أكاتسكي روكوجو
- لوغ هورايزون - ديميكاس
- فصل الاغتيال - سموغ
- فرسان التنكاي - سلايغر
- رحلة العجائب 24 - أودا نوبوناغا
- ون بنش مان - تانكتوب بلاك هول
- كل شيء يصبح أف - ساتوشي هاسيبي
- جاندام بيلد دايفرز - دانييل
- ناينتي ون دايز - ماد ماك

### أوفا أنمي
- سينت سيا: ذا لوست كانفاس - رايمي

## أدواره في ألعاب الفيديو
- سلسلة ألعاب ستريت فايتر
  - سوبر ستريت فايتر IV - أدون
  - سوبر ستريت فايتر IV آركيد إديشن - أدون
  - ألترا ستريت فايتر IV - أدون
- سنغوكو باسارا: ساموراي هيروز - كانيتسوغو ناوي
- جوجوز بيزار أدفنتشر: آيز أوف هيفن - رودول فون شتروهايم

## أدواره في الدبلجة اليابانية
- ترانسفورمرز أنيميتد - آيرونهايد، أويل سليك، كليفجامبر, وورباث، هايبرو
- ترانسفورمرز: برايم - بريكداون
- غرافيتي فولز - سوس

## وصلات خارجية
- أتسشي إيماروؤكا على موقع IMDb (الإنجليزية)
- أتسشي إيماروؤكا على موقع قاعدة بيانات الفيلم (الإنجليزية)
- أتسشي إيماروؤكا على موقع ANN person (الإنجليزية)